# Йон Панаїт
Йон Юліан Панаїт (рум. Ion Julian Panait; нар. 5 травня 1981, Мізіл, жудець Прахова) — румунський борець греко-римського стилю, дворазовий срібний призер чемпіонатів Європи, учасник двох Олімпійських ігор.

## Біографія
Боротьбою почав займатися з 1981 року.
Виступав за клуб «Динамо» Бухарест. Тренер — Петріца Караре.

### Родина
Йон — чоловік румунської борчині вільного стилю Міхаели Панаїт (до шлюбу Садовяну). Його дружина — бронзова призерка чемпіонату світу серед юніорів, бронзова призерка чемпіонату Європи серед дорослих.

## Спортивні результати на міжнародних змаганнях

### Виступи на Олімпіадах
| Змагання                    | Збірна  | Вагова категорія                 | Місце |
| --------------------------- | ------- | -------------------------------- | ----- |
| Літні Олімпійські ігри 2008 | Румунія | греко-римська боротьба, до 66 кг | 13    |
| Літні Олімпійські ігри 2016 | Румунія | греко-римська боротьба, до 66 кг | 13    |

### Виступи на Чемпіонатах світу
| Змагання                        | Збірна  | Вагова категорія                 | Місце |
| ------------------------------- | ------- | -------------------------------- | ----- |
| Чемпіонат світу з боротьби 2003 | Румунія | греко-римська боротьба, до 66 кг | 32    |
| Чемпіонат світу з боротьби 2005 | Румунія | греко-римська боротьба, до 66 кг | 17    |
| Чемпіонат світу з боротьби 2006 | Румунія | греко-римська боротьба, до 66 кг | 9     |
| Чемпіонат світу з боротьби 2009 | Румунія | греко-римська боротьба, до 66 кг | 27    |
| Чемпіонат світу з боротьби 2010 | Румунія | греко-римська боротьба, до 66 кг | 16    |
| Чемпіонат світу з боротьби 2011 | Румунія | греко-римська боротьба, до 66 кг | 21    |

### Виступи на Чемпіонатах Європи
| Змагання                         | Збірна  | Вагова категорія                 | Місце  |
| -------------------------------- | ------- | -------------------------------- | ------ |
| Чемпіонат Європи з боротьби 2003 | Румунія | греко-римська боротьба, до 66 кг | 15     |
| Чемпіонат Європи з боротьби 2004 | Румунія | греко-римська боротьба, до 66 кг | 7      |
| Чемпіонат Європи з боротьби 2005 | Румунія | греко-римська боротьба, до 66 кг | 8      |
| Чемпіонат Європи з боротьби 2006 | Румунія | греко-римська боротьба, до 66 кг | 12     |
| Чемпіонат Європи з боротьби 2008 | Румунія | греко-римська боротьба, до 66 кг | Срібло |
| Чемпіонат Європи з боротьби 2009 | Румунія | греко-римська боротьба, до 66 кг | 8      |
| Чемпіонат Європи з боротьби 2010 | Румунія | греко-римська боротьба, до 66 кг | Срібло |
| Чемпіонат Європи з боротьби 2011 | Румунія | греко-римська боротьба, до 66 кг | 5      |

### Виступи на інших змаганнях
| Змагання                                                         | Збірна  | Вагова категорія                 | Місце  |
| ---------------------------------------------------------------- | ------- | -------------------------------- | ------ |
| Гран-прі Німеччини з боротьби 2003                               | Румунія | греко-римська боротьба, до 66 кг | 4      |
| Олімпійський кваліфікаційний турнір з боротьби 2004 (Новий Сад)  | Румунія | греко-римська боротьба, до 66 кг | 29     |
| Олімпійський кваліфікаційний турнір з боротьби 2004 (Ташкент)    | Румунія | греко-римська боротьба, до 66 кг | 13     |
| Гран-прі Німеччини з боротьби 2005                               | Румунія | греко-римська боротьба, до 66 кг | 20     |
| Золотий Гран-прі з боротьби 2006                                 | Румунія | греко-римська боротьба, до 66 кг | 5      |
| Гран-прі Німеччини з боротьби 2007                               | Румунія | греко-римська боротьба, до 66 кг | 7      |
| Турнір Дана Колова — Ніколи Петрова 2009                         | Румунія | греко-римська боротьба, до 66 кг | Золото |
| Гран-прі Німеччини з боротьби 2009                               | Румунія | греко-римська боротьба, до 66 кг | Бронза |
| Золотий Гран-прі з боротьби 2009                                 | Румунія | греко-римська боротьба, до 66 кг | 12     |
| Міжнародний турнір «Cristo Lutte» 2011                           | Румунія | греко-римська боротьба, до 66 кг | Срібло |
| Золотий Гран-прі з боротьби 2011 (Сомбатгей)                     | Румунія | греко-римська боротьба, до 66 кг | 10     |
| Турнір міста Сассарі 2011                                        | Румунія | греко-римська боротьба, до 66 кг | Срібло |
| Гран-прі Іспанії з боротьби 2011                                 | Румунія | греко-римська боротьба, до 74 кг | 19     |
| Меморіал Іона Корнеану 2011                                      | Румунія | греко-римська боротьба, до 66 кг | Срібло |
| Олімпійський кваліфікаційний турнір з боротьби 2016 (Улан-Батор) | Румунія | греко-римська боротьба, до 66 кг | Золото |

### Виступи на змаганнях молодших вікових груп
| Змагання                                       | Збірна  | Вагова категорія                 | Місце |
| ---------------------------------------------- | ------- | -------------------------------- | ----- |
| Чемпіонат світу з боротьби серед кадетів 1997  | Румунія | греко-римська боротьба, до 52 кг | 4     |
| Чемпіонат Європи з боротьби серед юніорів 1998 | Румунія | греко-римська боротьба, до 56 кг | 4     |
| Чемпіонат світу з боротьби серед юніорів 1998  | Румунія | греко-римська боротьба, до 56 кг | 27    |
| Чемпіонат світу з боротьби серед юніорів 2001  | Румунія | греко-римська боротьба, до 63 кг | 21    |